# Effroyables jardins - I giardini crudeli della vita
Effroyables jardins - I giardini crudeli della vita (Effroyables jardins) è un film del 2003 diretto da Jean Becker.